# کرو، انگلستان
کرو، انگلستان (به انگلیسی: Crewe) شهری در منطقهٔ چشیر کشور انگلستان است که این کشور خود بخشی از بریتانیا محسوب می‌شود. این شهر در سال ۱۹۹۱ میلادی ۶۳٫۳۵۱ نفر جمعیت داشته و در سرشماری سال ۲۰۰۱ جمعیت آن به ۶۷٫۶۸۳ نفر رسیده‌است. میزان رشد سالانهٔ جمعیت کریو، انگلستان ‎۱٫۵۴ درصد می‌باشد و جمعیت این شهر در سال ۲۰۱۲ به ۸۰٫۰۶۷ نفر تغییر یافت.